# The Inevitable (film 1913)
The Inevitable è un cortometraggio muto del 1913 diretto da Frank Wilson e interpretato da Chrissie White. Nel 1918, l'attrice avrebbe poi girato un altro The Inevitable, sempre prodotto dalla Hepworth.

## Trama
Un uomo solitario si innamora della nipote della sua vecchia fidanzata. Ma la ragazza ama un suo coetaneo, proprio il nipote dell'anziano signore.

## Produzione
Il film fu prodotto dalla Hepworth.

## Distribuzione
Distribuito dalla Hepworth, il film - un cortometraggio di una bobina - uscì nelle sale cinematografiche britanniche nel giugno 1913.
Si conoscono pochi dati del film che, prodotto dalla Hepworth, fu distrutto nel 1924 dallo stesso produttore, Cecil M. Hepworth. Fallito, in gravissime difficoltà finanziarie, il produttore pensò in questo modo di poter almeno recuperare il nitrato d'argento della pellicola.